# Ajgut
Ajgut – wieś w Armenii, w prowincji Gegharkunik. W 2011 roku liczyła 911 mieszkańców.